# Coagh United FC
Coagh United FC is een Noord-Ierse voetbalclub uit Coagh. De club werd opgericht in 1970.

## Eindklasseringen
| 6 |

| 10 |

| 14 |

| 1 |

| 6 |

| 8 |

| 8 |

| 9 |

| 6 |

| 13 |

| 6 |

| 1 |

| 9 |

| 13 |

| 14 |

| 12 |

| 1 |

| 6 |

| 4 |

| 8 |

| - |

| - |

| 1 |

| 7 |

| 13 |

| NIFL Championship | NIFL Premier Intermediate League | Ballymena & Provincial Intermediate League |

De drie NIFL-divisies hebben in de loop der jaren diverse namen gekend, zie Northern Ireland football league system.
Ballyclare Comrades ·
Ballymacash Rangers ·
Banbridge Town ·
Coagh United ·
Dergview ·
Dollingstown ·
Knockbreda ·
Lisburn Distillery ·
Moyola Park ·
Newry City ·
Oxford Sunnyside FC ·
Portstewart ·
Rathfriland Rangers ·
Strabane Athletic FC